# جامعة سيناء
جامعة سيناء تقع علي ساحل البحر الأبيض المتوسط في حي المساعيد بالقرب من مدينة العريش حيث تبعد حوالي 8 كم من المدينة وعن مدينة الإسماعيلية حوالي 160 كم وعن القاهرة حوالي 280 كم. وقد أنشات بناء علي قرار رئيس الجمهورية رقم 363 لسنة 2005، أنشئ فرع اخر بمدينة القنطرة شرق بمحافظة الإسماعيلية. يترأسها حاليًا بروفيسور جيهان فكري، ورئيس مجلس أمناء الجامعة هو رجل الأعمال المصري حسن راتب.

## الكليات
يضم الحرم الجامعي الكليات التالية:
- كلية العلوم الهندسية.
- كلية الصيدلة والتصنيع الدوائي.
- كلية تكنولوجيا المعلومات وعلوم الحاسب.
- كلية طب الفم والأسنان.
- كلية إدارة الأعمال والتسويق الدولي.
- كلية تكنولوجيا الإعلام.

## فروع الجامعة
- الفرع الرئيسي بالقرب من مدينة العريش.
- فرع اخر بمدينة القنطرة شرق بمحافظة الإسماعيلية .

تتضمن الجامعة مركز بحوث، وخاصة في محافظة شمال سيناء، ليس فقط بسبب ندرة مثل تلك الجامعات في هذة المنطقة لكن أيضا بسبب أهمية تواجد تعليم عالمي لكي يدعم التنمية الأقتصادية لهذة المنطقة وهذا البلد، ولكي يربط الأقتصاد المصري بالتغيرات وتحول الاقتصاد الدولي في القرن الحادي والعشرون. إنّ الفكرةَ أَنْ تَزِيدَ المرونةَ في القطاعاتِ الاقتصاديةِ المختلفةِ بضمان قاعدة من المتخصصين التي تُشكّلُ نقطةَ البداية الحقيقيةَ للنجاحِ الاقتصاديِ.هذة الحقيقة لا تنفي خطورة تأسيس هذة الجامعة في سيناء، التي تشكل تحدي حقيقي للمشاركة في تطوير هذة المنطقة. ونحن نعرف ان هذا النموذج لا يتبع نموذج الجامعات الخاصة في مصر.

## شعار جامعة سيناء
أول شعار للجامعة كان يعبر عن موقع الجامعة ويأخذ شكل البحر الأحمر على الخريطة كما يرمز ايضاً لعلامة النصر وقد قام بتصميمه المصمم محمد عبد الله البري صاحب شركة ناب للدعاية والإعلان وقد اعتمد في تصميمه على بساطة الالوان والتعبير عن موقع جامعة سيناء والتعبير عن النصر· ولكن تم تغيير الشعار لاحقًا ليصبح بنظام الفلات ديزاين المتداول حديثًا.